# 新上五島町立若松東小学校
新上五島町立若松東小学校（しんかみごとうちょうりつ わかまつひがししょうがっこう）は長崎県南松浦郡新上五島町宿ノ浦郷にある公立小学校。

## 概要
歴史
1998年（平成10年）に若松町立の宿ノ浦小学校と上荒川小学校の2校が統合され開校した。2001年（平成13年）には桐古小学校を統合。
校区
新上五島町若松地区のうち中通島側の「宿ノ浦、白魚、笛吹、中ノ浦、桐、古里、築地、佐尾、檮ノ木、荒川、郷ノ首、高仏」地区。
学校教育目標
- 「輝く瞳 〜かしこく・ゆたかに・たくましく〜」

## 沿革
前史（宿ノ浦小学校）
- 1875年（明治8年）4月 - 宿之浦郷に「宿之浦小学校」が創立。
- 1876年（明治19年）9月 - 小学校令の施行により、「尋常宿之浦小学校」に改称。修業年限を4年とする。
- 1879年（明治22年）4月1日 - 町村制の施行により、若松村立の小学校となる。
- 1883年（明治26年）4月1日 - 「宿之浦尋常小学校」に改称。
- 1907年（明治40年）4月1日 - 小学校令の改正で義務教育年限が4年から6年に延長されたことにより、尋常科5年を新設。
- 1908年（明治41年）4月1日 - 尋常科6年を新設。
- 1933年（昭和8年）4月1日 - 桐古尋常小学校を統合し、桐古分教場とする。
- 1934年（昭和9年）4月1日 - 高等科を併設し「若松第二尋常高等小学校」（尋常科6年・高等科2年）に改称。
- 1941年（昭和16年）4月1日 - 国民学校令の施行により、「若松村第二国民学校」に改称。尋常科が初等科に改められる（初等科6年・高等科2年）。
- 1947年（昭和22年）4月1日 - 学制改革（六・三制の実施）により、新制小学校「若松村立第二小学校」となる。
  - 桐古分教場が分離の上、若松村立桐古小学校として独立。
- 1948年（昭和23年）4月1日 - 「若松村立宿ノ浦小学校」に改称。
- 1956年（昭和31年）9月25日 - 若松町の発足[1]により、「若松町立宿ノ浦小学校」に改称。
- 1998年（平成10年）3月31日 - 上荒川小学校との統合により閉校。校舎が若松東小学校に継承される。

前史（上荒川小学校）
- 1874年（明治7年）- 「第五大学区第五中学区若松小学校荒川分校」として開校。観音寺で寺子屋式の授業を開始。
- 1887年（明治20年）- 小学校令の施行により、若松小学校から分離の上「簡易荒川小学校」として独立。修業年限を3年とする。
- 1894年（明治26年）4月1日 - 「荒川尋常小学校」に改称。修業年限を4年とする。
- 1924年（大正13年）4月1日 - 統合により「宿之浦尋常小学校荒川分教場」となる。
- 1934年（昭和9年）4月1日 - 「若松第二尋常高等小学校荒川分教場」に改称。
- 1941年（昭和16年）4月1日 - 国民学校令の施行により、「若松第二国民学校荒川分教場」と改称。
- 1947年（昭和22年）4月1日 - 旧・若松第二国民学校から分離し、「若松村立荒川小学校」として独立。
- 1955年（昭和30年）- 木造平屋建ての新校舎が完成。
- 1956年（昭和31年）9月25日 - 若松町の発足により、「若松町立上荒川小学校」と改称。
- 1957年（昭和32年）- 校舎を増築。
- 1958年（昭和33年）- へき地集会室が完成。
- 1973年（昭和48年）- 校舎を増築。
- 1974年（昭和49年）- 創立100周年記念式典を挙行。
- 1987年（昭和62年）- へき地集会所が完成。
- 1998年（平成10年）3月31日 - 宿ノ浦小学校との統合により閉校。

前史（桐古小学校）
- 1874年（明治7年）- 「第五大学区第五中学区楢尾小学校桐古分校」として開校。民家を校舎として授業を開始。
- 1878年（明治11年）- 移管により、「若松小学校桐古分校」となる。
  - 桐古地区が若松村に編入されたことによる。
- 1886年（明治19年）8月 - 小学校令の施行により、若松小学校から分離の上「簡易桐古小学校」として独立。修業年限を3年とする。
- 1894年（明治26年）4月1日 - 「桐古尋常小学校」に改称。修業年限を4年とする。
- 1907年（明治40年）4月1日 - 小学校令の改正で義務教育年限が4年から6年に延長されたことにより、尋常科5年を新設。
- 1908年（明治41年）4月1日 - 尋常科6年を新設。
- 1933年（昭和8年）4月1日 - 統合により「宿之浦尋常小学校桐古分教場」となる。
- 1934年（昭和9年）4月1日 - 「若松第二尋常高等小学校桐古分教場」に改称。
- 1941年（昭和16年）4月1日 - 国民学校令の施行により、「若松第二国民学校桐古分教場」と改称。
- 1947年（昭和22年）4月1日 - 旧・若松第二国民学校から分離し、「若松村立桐古小学校」として独立。
- 1953年（昭和28年）- 校地を拡張。木造平屋建ての新校舎が完成。
- 1956年（昭和31年）9月25日 - 若松町の発足により、「若松町立桐古小学校」と改称。
- 1984年（昭和59年）3月31日 - 若松町立佐尾小学校を統合。
- 2001年（平成13年）3月31日 - 若松町立若松東小学校への統合により閉校。

統合・若松東小学校
- 1998年（平成10年）
  - 4月1日 - 下記の2校を統合し、「若松町立若松東小学校」が開校。校舎は宿ノ浦小学校校舎を利用。
    - 若松町立宿ノ浦小学校（しゅくのうら）
    - 若松町立上荒川小学校（かみあらかわ）
- 2001年（平成13年）3月31日 - 若松町立桐古小学校を統合
- 2004年（平成16年）8月1日 - 合併により「新上五島町立若松東小学校」（現校名）に改称

## 周辺
- 大浦トンネル